# Jan III Wielki Komnen
Jan III Wielki Komnen (ur. 1321 lub 1322, zm. marzec 1361) – cesarz Trapezuntu od 1342 do 1344. 

## Życiorys
Był synem cesarza Michała. Większość życia mieszkał w Konstantynopolu. 4 września 1342, przy pomocy Genueńczyków, po krótkiej, ale zaciętej walce zdobył Trapezunt. Po koronacji Jan III rozkazał udusić byłą cesarzową Annę Anachutlu. 3 maja 1344 został wygnany do klasztoru św. Saby. 
Obalony cesarz mieszkał w Konstantynopolu, a następnie w Adrianopolu (od 1345). 